# Grosser Preis des Kantons Aargau 1979
Il Grosser Preis des Kantons Aargau 1979, sedicesima edizione della corsa, si svolse il 1º agosto su un percorso di 220 km, con partenza e arrivo a Gippingen. Fu vinto dall'italiano Giuseppe Saronni della Scic davanti al suo connazionale Claudio Torelli e al belga Paul Wellens.

## Ordine d'arrivo (Top 10)
| Pos. | Corridore        | Squadra               | Tempo    |
| ---- | ---------------- | --------------------- | -------- |
| 1    | Giuseppe Saronni | Scic                  | 5h20'52" |
| 2    | Claudio Torelli  | Zonca                 | s.t.     |
| 3    | Paul Wellens     | Ti-Raleigh-Mc Gregor  | s.t.     |
| 4    | Rudy Pevenage    | Ijsboerke-Warncke Eis | a 1'13"  |
| 5    | Aad van den Hoek | Ti-Raleigh-Mc Gregor  | a 1'40"  |
| 6    | Claudio Corti    | Zonca                 | s.t.     |
| 7    | Fedor den Hertog | Ijsboerke-Warncke Eis | s.t.     |
| 8    | Josef Wehrli     | Willora-Bonanza       | s.t.     |
| 9    | Bert Pronk       | Ti-Raleigh-Mc Gregor  | s.t.     |
| 10   | Pierino Gavazzi  | Zonca                 | s.t.     |